# Съвет за национална отбрана
Съветът за национална отбрана (на испански: Consejo Nacional de Defensa) е ръководният орган в Републиканска Испания в края на Испанската гражданска война. Съветът завзема властта с преврата на полковник Сехисмундо Касадо на 5 март 1939 г., когато става ясно, че републиканците губят войната.
Лидерите се надяват да договорят край на военните действия с бунтовническите сили на генерал Франсиско Франко. Франко обаче настоява за безусловна капитулация и на 26 март 1939 г. започва последната офанзива от гражданската война. До края на месеца той контролира цялата страна. Повечето от членовете на съвета бягат в изгнание на британски военни кораби.

## Преврат
Касадо поставя началото в 19:00 часа на 5 март 1939 г. в сградата на бившото Министерство на финансите. Както той пише по-късно, "Тази много стара сграда има добър план за защита в случай на комунистическо въстание." Към 20:00 часа към него се присъединяват повечето от съзаклятниците му. Хулиан Бестейро е най-видната личност сред тях, той предлага Касадо да стане едновременно президент и отговорен за отбраната. Касадо заявява, че само временно ще председателства съвета, докато генерал Хосе Миаха пристигне от Валенсия. Сиприано Мера пристига в Министерството на финансите в 21:00 часа.
Създаването на Съвета за национална отбрана е обявено по радио Union в 22:00 часа. Излъчването се състои от официално комюнике и обръщения на Бестейро, Кастро и Касадо. Всички са формулирани доста неясно с високопарни думи и съсредоточени върху критикуването на Хуан Негрин и неговото правителство като некомпетентни и обслужващи чужди (т.е. вероятно съветски) интереси, управляващи голямата национална катастрофа. Те не съдържат изрични препратки към започване на мирни преговори с националистите, въпреки че няколко пъти ползват фрази за „спасяване на невинни маси“ или „хуманитарни задължения“, но ораторите също се обявяват за антифашисти и на някои места се застъпват за съпротива. Последните думи от речта на Касадо са отправени към Франко: „във вашите ръце, не в нашите, е мирът или войната“.

## История
61-годишният Миаха знае, че ще бъде основна фигура в съвета. Но с Миаха като президент, много офицери в Мадрид, Нова Кастилия, Леванте и останалата територия, контролирана от републиканците, приемат властта на съвета. Хуан Негрин не прави нищо, за да се противопостави на преврата. Той и неговият бивш външен министър Хулио Алварес дел Вайо се качват на самолет за Франция късно вечерта на 6 март 1939 г.
Противоречивото решение на анархистката Национална конфедерация на труда да си сътрудничи с Касадо и неговите политически поддръжници в съвета се оказва жизненоважно за успеха на преврата. Анархистите дават своята политическа подкрепа на съвета и войските, командвани от анархисти, особено тези под ръководството на Сиприано Мера, преодоляват съпротивата. Контрабунт предизвиква боеве в Мадрид между силите на Касадо и комунистите от 7 до 12 март. Причината вероятно е по-скоро добре обоснован страх от антикомунистическа чистка, отколкото противопоставяне на капитулацията. Силите на Мера изиграват решаваща роля в поражението на комунистите. Контрабунтът се проваля с цената на близо 2 000 живота.
Съветът премахва петолъчната червена звезда, която е носена от всички чинове от сержант нагоре в републиканската армия. Посочената причина е, че „няма йерархично значение“, но истинската причина е връзката ѝ с комунизма. За да предотврати безсмислената загуба на животи, съветът позволява на републиканските войски да се саморазпуснат и урежда евакуацията на цивилни и войници, които искат да напуснат Мадрид.
На 12 март 1939 г. Касадо съобщава на правителството на бунтовниците, че той и генерал Мануел Гомес искат да отидат в Бургос, за да преговарят за мирни условия. Съветът подготвя мирно предложение от осем точки. Те искат политическа амнистия, да се даде време на тези, които искат да напуснат Испания да го направят и „зачитане на живота, свободите и кариерите на професионалните войници.“ На 18 март 1939 г. Бестейро говори по Мадридско радио, в което той обяснява какво се прави. Цитира съобщението от Съвета за национална отбрана до националистическото правителство, в което се твърди, че е готов да започне преговори, които ще осигурят почтен мир и в същото време ще избегнат ненужни кръвопролития. Въпреки това, Франко няма интерес от преговори. На 19 март 1939 г. е получен отговор от Франко, в който се казва, че не е готов да приеме висшите офицери в Бургос и да се отнася с тях като с равни. Той би приел само безусловно предаване.
Съветът премахва разузнавателната агенция Servicio de Investigacion Militar (SIM), няколко дни преди бунтовниците да превземат Мадрид. На 23 март Касадо изпраща емисари в Бургос, столицата на бунтовниците. Франко все още би приел само безусловна капитулация. Той изисква испанските републикански военновъздушни сили да се предадат до 25 март 1939 г., а останалата част от републиканските войски да се предадат до 27 март. Втора среща се провежда на летище Хамонал на 25 март 1939 г., където на републиканския подполковник Антонио Гарийо е казано, че темпото на предаване е твърде бавно. Франко заповядва да се започне всеобща офанзива на сутринта на 26 март 1939 г., последната офанзива от Испанската гражданска война. Същата сутрин Касадо изпраща съобщение до Бургос, на което не е отговорено.
Съветът се събира за последен път на 27 март 1939 г. Този ден съветът заминава за Валенсия и Касадо заповядва на войските си да се разоръжат и да не оказват съпротива на бунтовниците. На следващия ден силите на Франко влизат победоносно в Мадрид. Хулиан Бестейро и Рафаел Санчес Гера са единствените от съвета, които остават в столицата при пристигането на бунтовническите войски. Те получават първия обвинителен акт за военни престъпления, като ще бъдат съдени от военни трибунали. До 31 март 1939 г. бунтовниците контролират цялата испанска територия.

## Последствия
Касадо остава в изгнание във Венецуела, докато не се завръща в Испания през 1961 г. Сиприано Мера бяга в Оран и Казабланка, но е екстрадиран в Испания през февруари 1942 г. През 1943 г. той е осъден на смърт, присъда, която е заменена с 30 години затвор. Освободен през 1946 г. и бяга във Франция, където умира през 1975 г. Мануел Гомес е задържан и затворен от националистите и умира в Мадрид през 1956 г. Хулиан Бестейро, все още на поста си в мазето на сградата на приходите на улица „Алкала 7“ в Мадрид, е арестуван от националистите, когато влизат в града и е изправен пред военен съд. Осъден е на 30 години затвор, като умира там от инфекция, причинена от нараняване на ръката му през 1940 г.